# Ca n'Alemany (Santa Margarida de Montbui)
Ca n'Alemany és una obra de Santa Margarida de Montbui (Anoia) inclosa a l'Inventari del Patrimoni Arquitectònic de Catalunya.

## Descripció
Edifici en forma d'"L", de planta baixa i pis. El cos principal està cobert a dues aigües. S'ha de destacar la porta d'entrada adovellada i la galeria amb arcades de mig punt del primer pis en el cos annexa. Tot i les darreres modificacions, no molt adequades, l'edifici conserva moltes de les seves característiques originals, sobretot a l'interior: menjador amb volta apuntada de pedra, celler, capella, mobles de diferents èpoques i escala d'accés al primer pis.

## Història
Està documentada en el amillaramiento de l'any 1851.
En la dovella central de la porta d'entrada hi ha la data inscrita del 1788.